# クニュル山地
クニュル山地（クニュルさんち、Knüllgebirge。方言では単にKnüllともいう。）はドイツ、ヘッセン州の中低山地。

## 地理
クニュル山地は、カッセルの南45km、バート・ヘルスフェルトの西20kmに位置する（いずれも直線距離）。
エーダー川とシュヴァルム川が北と西の境界をなす。フルダ川が東の、ヨッサ川が南の境界である。クニュル高地はシュヴァルツェンボルンとノイエンシュタイン、キルヒハイムにまたがっている。
クニュル山地を通って、 ドイツ・メルヘン街道、アルペン＝オストゼー街道（アルペン＝バルト海街道）、ドイツ木組みの家街道といった観光街道が通っている。他には、クニュル山地を通るA7と、それから分岐して山中を走るB454や南部を走るA5といった道路がある。
クニュル山地は、人があまり住んでおらず、樹木が密生している。ここはクニュルヴァルト自然景観保護区となっている。

## 地質学
クニュル山地は、噴出マグマがその起源である。雑色砂岩の土台の中から玄武岩の山頂部が突き出している。その形態や起源などから、フォーゲルスベルク山地の弟と呼ばれることもある。

## 川
クニュル山地には、エフツェ川、アウラ川、ガイス川、ロールバッハ川、グレンフ川の水源がある。

## 山

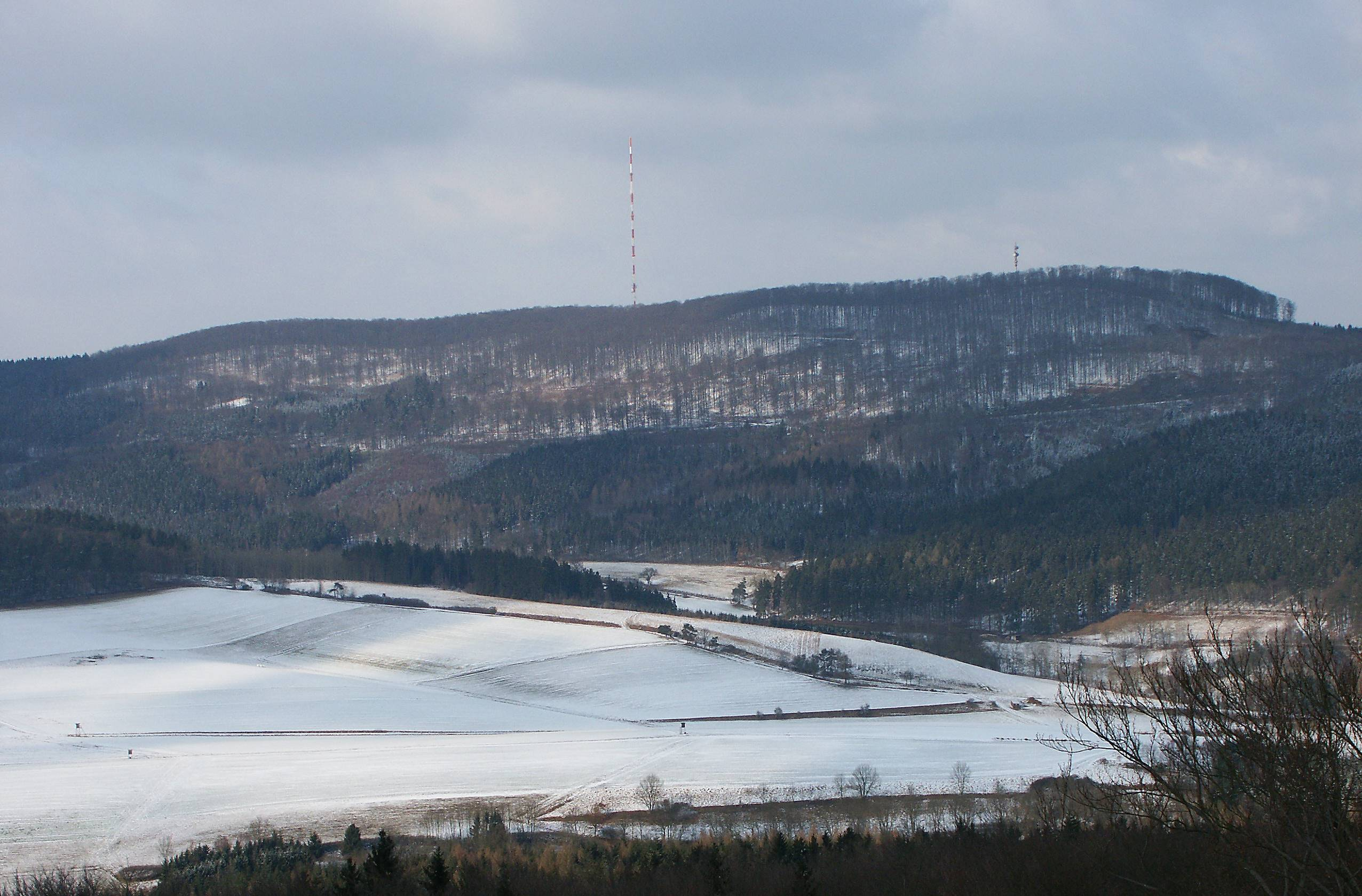
リムベルク山

- アイゼンベルク (Eisenberg, 636m) ヘルスフェルト＝ローテンブルク郡
- クニュルケプヒェン (Knüllköpfchen, 634m) シュヴァルム＝エーダー郡
- リムベルク (Rimberg, 592m) ヘルスフェルト＝ローテンブルク郡
- ケプヒェン (Köpfchen, 588m) シュヴァルム＝エーダー郡